# Language and Mind
Language and Mind (no Brasil, Linguagem e Mente) é um livro de linguística composto por três ensaios escritos por Noam Chomsky e publicado originalmente em 1968 pela editora Harcourt Brace. Uma edição ampliada foi lançada em 1972 adicionando mais três ensaios e um prefácio. A obra é uma das referências mais importantes na definição inicial do campo da biolinguística.